# Ctenitis subdryopteris
Ctenitis subdryopteris là một loài thực vật có mạch trong họ Dryopteridaceae. Loài này được (H. Christ) Lellinger miêu tả khoa học đầu tiên năm 1977.